# Martin Schutzka
Martin Schutzka (* 28. Januar 1908 in Deutsch-Koschmin; † 4. September 1978 in Marktredwitz) war ein deutscher evangelischer Pfarrer, Superintendent im Berliner Kirchenkreis Spandau und zuletzt Propst in der Evangelischen Kirche Berlin-Brandenburg.

## Werdegang

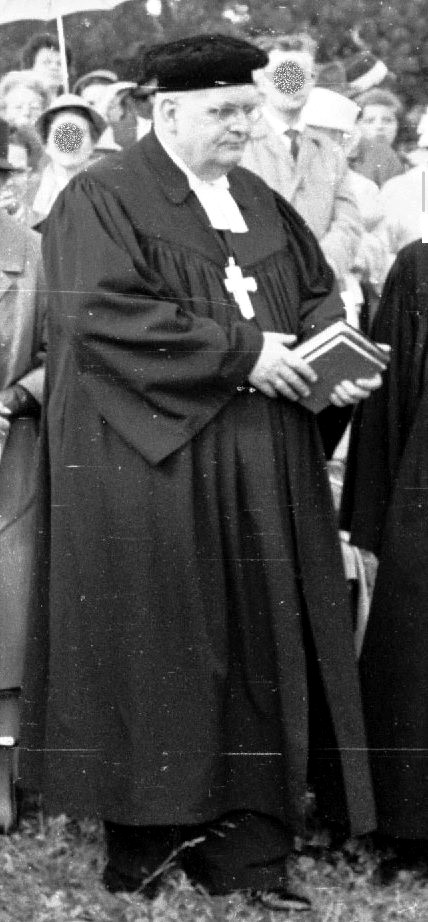
Propst Martin Schutzka bei der Grundsteinlegung der Patmos-Kirche Berlin-Steglitz 1961

Martin Schutzka wuchs in einem Pfarrhaushalt als Sohn von Pfarrer Johannes Schutzka (1869–1950) und seiner Frau Hedwig Schutzka, geb. Bungeroth, * 20. August 1984; † 31. Mai 1958 auf. Vater Johannes Schutzka war Pfarrer in der Martin-Luther-Gemeinde in Berlin-Neukölln, der sich bei den Kirchenwahlen 1933 mit einer Liste „Neukölln für Christus“ den hitlertreuen Deutschen Christen entgegenstellte.
Martin Schutzka studierte nach seinem Abitur klassische Philologie und Theologie in Berlin, Tübingen und an der Universität Zürich. Er absolvierte ein Auslandsvikariat in der deutschen evangelischen Gemeinde in Madrid und legte sein zweites theologisches Examen 1935 vor dem Bruderrat der Bekennenden Kirche ab. Als „illegaler“ Hilfsprediger der Bekennenden Kirche wurde er nach Wittbrietzen und nach Brandenburg an der Havel entsandt. Schließlich übernahm er eine Pfarrstelle in Netzebruch in der Neumark, da der zuerst vom Gemeindekirchenrat gewählte Kandidat Siegfried Ringhandt seine Bewerbung zurückzog. Bis 1939 war Schutzka Mitglied der Brandenburgischen Jugendkammer. Während der Zeit des Nationalsozialismus war er „wegen seines unerschrockenen Wirkens“ Verhören, Verhaftungen, Hausdurchsuchungen, Beschlagnahmungen und Verwarnungen durch die Gestapo ausgesetzt. Nach seinem Kriegsdienst in Osteuropa und dem Ende des Zweiten Weltkrieges trat er ab November 1946 in den Dienst der Bayerischen Landeskirche und übernahm eine Pfarrstelle an der evangelisch-lutherischen Christuskirche in Gauting bei München. Im Gautinger Stadtteil Stockdorf hatten sich bereits die Eltern nach dem Ruhestand von Johannes Schutzka niedergelassen und dort eine Missionsgemeinde „Missionsdienst für Christus“ gegründet. Während seiner Zeit in Gauting betreute Martin Schutzka auch die evangelischen Patienten des Krankenhauses Gauting.
1954 rief ihn die Evangelische Kirche in Berlin-Brandenburg zurück und bestellte ihn zum Superintendenten des Kirchenkreises Spandau in Berlin (West). Verbunden war das Amt mit einer Pfarrstelle an der Spandauer St.-Nikolai-Kirche. Nachdem er während der Erkrankung von Propst Böhm bereits kommissarisch dessen Vertretung wahrgenommen hatte, wurde Martin Schutzka zum 1. April 1960 auf Vorschlag von Bischof Dibelius zum Propst und geistlichen Leiter des Konsistoriums berufen.

## Wirken als Propst
In das neunjährige Wirken Schutzkas als Propst fiel die Teilung Berlins durch die Berliner Mauer am 13. August 1961, die eine Aufteilung der Evangelischen Kirche Berlin-Brandenburg in zwei Regionen nach sich zog und sein Propstamt auf die Region Berlin (West) beschränkte. Gleichwohl bemühte er sich, die Einheit der beiden Regionen als eine Kirche zu wahren. Dazu suchte er nach Pfarrern, die als Kuriere mit einem westdeutschen Reisepass und einem Tagesvisum nach Ost-Berlin einreisen durften. Selbst traf sich Schutzka mit Siegfried Ringhandt, der ab April 1963 das Propstamt in der Ostregion versah, einige Male in Autobahnraststätten auf der Transitstrecke, „bis das streng verboten wurde“. In einer von der DDR-Staatssicherheit protokollierten Tagung der Regionalsynode (West) im Spandauer Johannesstift äußerte Schutzka 1968, dass er „seit Jahren zu denen gehöre, die staunen, dass trotz vieler Störungen in der Wurzel und in den Einzelheiten die Begriffe Gemeinschaft, Einheit der »EKD« und der Kirche Berlin-Brandenburg nicht leere Worte seien“.
Während sein Vorgänger im Propstamt Hans Böhm den Neuaufbau der Evangelischen Kirche in Berlin-Brandenburg von der neuen Grundordnung her gestaltete, suchte Schutzka die Aufgaben der Kirche vom Wort und Gebet her neu zu bestimmen. Unter seiner Leitung entstand im Konsistorium eine Arbeitsgruppe, die einen Entwurf zur Neuordnung der Berliner Kirche erstellte.
Bestimmend für die ersten Nachkriegsjahrzehnte war in der zerstörten Kirchenlandschaft von Berlin ein umfangreiches Wiederaufbau- und Neubauprogramm. Darüber hinaus entstanden in den neuen Satellitensiedlungen am Stadtrand von Berlin (West) zahlreiche Kirchenneubauten und Gemeindezentren. Die Chronologie der Kirchbauten in Schutzkas Amtszeit als Propst verzeichnet insgesamt 41 Neubauten, bei deren Grundsteinlegungen und Einweihungen er oft mitwirkte, so z. B. bei der Grundsteinlegung der Patmoskirche im Kirchenkreis Steglitz am 9. Juli 1961, oder 1963 bei der Einweihung des Gemeindezentrums der Friedensgemeinde Wedding.
Schutzka war auch Mitglied der Synode der Evangelischen Kirche in Deutschland und Mitglied im Kuratorium der Kirchlichen Hochschule Berlin.
Darüber hinaus war er ständiger Mitarbeiter in den Sendungen „Worte für den Tag“ des Senders Freies Berlin und der Evangelischen Morgenfeier des RIAS Berlin.
Auf Grund einer schweren Augenerkrankung und seiner angegriffenen Gesundheit trat Martin Schutzka 1969 vorzeitig in den Ruhestand und wurde von Bischof Kurt Scharf verabschiedet. Schutzka verstarb im Alter von 70 Jahren nach langem, schweren Leiden in Marktredwitz in Oberfranken.

## Familie
Martin Schutzka war verheiratet mit Gertraud Schutzka. Ihr Sohn Andreas Schutzka ist ebenfalls in den Pfarrdienst getreten und war u. a. bis 1982 Pfarrer in der Johannesgemeinde in Berlin-Lichterfelde. Ihre Tochter Monika Schutzka war die erste Mitarbeiterin der Gossner-Mission als Krankenschwester in Nepal.